# Bělušice (ort i Tjeckien, Ústí nad Labem)
Bělušice är en ort i Tjeckien.   Den ligger i regionen Ústí nad Labem, i den nordvästra delen av landet, 60 km nordväst om huvudstaden Prag. Bělušice ligger 333 meter över havet och antalet invånare är 181.
Terrängen runt Bělušice är platt åt sydväst, men åt nordost är den kuperad.Runt Bělušice är det ganska tätbefolkat, med 134 invånare per kvadratkilometer. Närmaste större samhälle är Most, 10,8 km nordväst om Bělušice. Trakten runt Bělušice består till största delen av jordbruksmark.